# Nomba boettcheri
Nomba boettcheri är en tvåvingeart som först beskrevs av Frey 1923.  Nomba boettcheri ingår i släktet Nomba och familjen fritflugor. Inga underarter finns listade i Catalogue of Life.